# Charley Varrick
A Charley Varrick 1973-ban bemutatott bűnügyi film Walter Matthau főszereplésével.

## Cselekménye
|  | Alább a cselekmény részletei következnek! |

1970-es évek, Tres Cruces kisváros, Új-Mexikó állam, USA
A Western Fidelity helyi bankfiókja előtt egy 1972-es Continental típusú személyautó áll meg. Az odaérkező rendőrautóból kiszálló rendőr figyelmezteti a női sofőrt, hogy menjen tovább, ő azonban ősz hajú utasára hivatkozik, akinek bal lába gipszben van, és csak egy csekket akar beváltani. A rendőr megengedi az autósnak, hogy maradjon.
A csekk beváltása azonban nem megy simán, a bank igazgatóját is odahívják. Ekkor két gumiálarcos fegyveres bankrablást kezdeményez, ekkor az ősz hajú, szemüveges úriember is pisztolyt vesz elő. Az ideges bankigazgató kinyitja a széfet, amiből a rablók nagy mennyiségű készpénzt vesznek magukhoz, majd távoznak.
Kint az autótól távozó rendőrnek ismerős az autó coloradói rendszáma, ezért a központtól ellenőrzést kér. Pár perc múlva megjön a válasz, hogy az autó lopott. Amikor az autóhoz lép és a nő jogosítványát kéri, az homlokon lövi, és a másik rendőrre is rálő, aki viszonozza a lövést és eltalálja a nőt. Az egyik rablót az idős biztonsági őr lelövi, a másik elmenekül a begipszelt lábúval együtt.
Két rendőrautó ered a nyomukba, de mindkettőt lerázzák. A nő egy helyen megáll, mert az oldalát érő lövés miatt erős fájdalmai vannak. Charley, „az ősz hajú” átveszi a vezetést, majd hamarosan megszabadul álbajuszától és parókájától. Megígéri Nadine-nak, a nőnek, hogy orvoshoz viszi. Egy helyen a fák között megállnak az autóval, és előkészületeket tesznek a felrobbantására. Közben a nő meghal, ezért benne hagyják a kocsiban. Charley gyengéd búcsút vesz tőle, kétszer is megpuszilja, miután a nő meghalt.  A két megmaradt rabló (az „ősz hajú”, akinek valójában barna a haja; és fiatalabb, szőke társa) egy teherautóba száll át, aminek az oldalára a „Stanley Varrick” vegyszeres permetező vállalkozás neve van felfestve.
Az országúton egy rendőrautó állítja meg őket, de csak az érdekli, hogy nem láttak-e egy sárga Continentalt. Ebben a pillanatban a hegyoldalban robbanás történik, a rendőrautó elrohan. Mivel éppen egy kis hídon álltak meg, Charley bedobja a fegyverét a vízbe és társát is erre utasítja.
Útközben Charley elmeséli Harmannak, hogy Nadine-nal egy akrobatikus repülős számban dolgoztak együtt, de amikor egyszer majdnem meghalt, akkor abbahagyták és a kisebb bankok kirablására tértek át.
Amikor megérkeznek a lakókocsi-parkba, ahol laknak, Charley úgy tesz, mintha a feleségét, Nadine-t keresné. Amíg eltereli idős szomszédnőjük figyelmét, Harman beviszi a lakókocsiba a két műanyag hordóba rejtett pénzt. Harman nagyon boldog, Charley-nak azonban nem tetszik valami: a pénz túl sok egy vidéki bankhoz képest. Ha pedig ez a helyzet, akkor pénzmosásról lehet szó és a pénz a maffiáé, ami keresni fogja őket és végez velük. Ezért azt tanácsolja Harmannak, hogy 3-4 évig ne kezdje költeni a pénzt, ő azonban hallani sem akar erről. A teljes összeg mintegy 750 000 dollár.
Az este tíz órás hírekben bemondják, hogy a hegyoldalban felrobbant autóban egy elszenesedett női holttestet találtak, amit a fogai alapján fognak azonosítani. Ezért Charley még akkor éjjel beoson a fogorvosuk rendelőjébe, elhozza Nadine adatlapját, Harman fogainak röntgenfelvételét pedig a saját dossziéjába teszi. A hírekben a bankigazgató, Harold Young csak 2000 dollár elrablásáról beszél.
A maffia pénzembere, Boyle azért aggódik, mert a bankot konkrétan ő ajánlotta. A bankigazgató pedig gyanúba keveredik, hogy összejátszott a rablókkal. A maffia megbízza a gátlástalan Molly nevű bérgyilkost, hogy járjon a végére az ügynek.
Mivel Varrick nem akar az óvatlan Sullivannel együtt meghalni annak hülyesége miatt, egy fegyverboltba megy, ahonnan egy fotósnőhöz küldik, Jewell Everetthez, aki vállalja hamis igazolványok elkészítését. A fotósnő értesíti a maffiát, így Molly hamarosan megérkezik, és Sullivan nyomára jut. Varrick addigra elvitte a lakókocsiból a pénzt, és annak hollétéről Sullivan nem tud. Molly brutálisan megveri Sullivant, aki belehal sérüléseibe.
Boyle figyelmezteti a bankigazgatót, Youngot, hogy mivel a pénz hollétéről csak ők ketten tudtak, ezért a maffia joggal gyanakszik Youngra. Boyle felhívja Young figyelmét, hogy valószínűleg meg fogják kínozni. Young visszamegy a bankba, és az irodájában főbe lövi magát.
Varrick felhívja a Western Fidelity központját, és Boyle-lal akar beszélni. Amikor meghallja, hogy nincs bent, a kétfedeles gépével Renóba repül. Nagy csokor piros rózsát küld Boyle titkárnőjének névtelenül, hazáig követi a nőt, bemegy hozzá, és Boyle holléte felől érdeklődik. A nő egy bárt hív fel telefonon, ahol Boyle és Molly biliárdoznak. Amikor Boyle a telefonhoz megy, Varrick azt mondja neki, hogy vissza akar adni 750 000 dollárt, és egy autó-roncstelep címét adja meg. Nyomatékosan kéri Boyle-t, hogy egyedül jöjjön. A titkárnő figyelmezteti Varrickot, hogy ne bízzon meg Boyle szavában. Varrick elcsábítja a nőt.
Másnap reggel Varrick az autó-roncstelephez a régi, nyitott repülőgépével érkezik, majd szívélyesen üdvözli Boyle-t, többször megöleli, így a távolból leskelődő Molly úgy gondolja, hogy összejátszottak a rablásban. Kocsijával vadul megindul és elüti Boyle-t, aki aléltan terül el és valószínűleg meghal.
Varrick megpróbál Molly elől a repülőgépével elmenekülni, de nem emelkedik fel a földről, végül a repülőgép felbukfencezik. Varrick azt mondja, hogy megsérült a karja, azért nem tud megmozdulni, de elmondja Mollynak, hogy a pénz egy közeli, világoskék autó csomagtartójában van. Amikor Molly kinyitja a csomagtartót, Sullivan holttestét találja benne, majd az autó felrobban Mollyval együtt. Varrick kivesz két fekete műanyag zsákot a repülőgépből, amikben a pénz van, berakja a kocsijába, néhány tucat papírpénzt a robbanásban keletkezett tűz közelébe hajít, hogy úgy nézzen ki az is elégett és elhajt.
|  | Itt a vége a cselekmény részletezésének! |

## Szereposztás
| Szerep          | Színész           | Magyar hang            |
| --------------- | ----------------- | ---------------------- |
| Charley Varrick | Walter Matthau    | Tordy Géza             |
| Harman Sullivan | Andrew Robinson   | Felföldi László        |
| Molly           | Joe Don Baker     | Szabó Sipos Barnabás   |
| Maynard Boyle   | John Vernon       | Szersén Gyula          |
| Jewell Everett  | Sheree North      | Hegyi Barbara          |
| Sybil Fort      | Felicia Farr      | Prókai Annamária       |
| Harold Young    | Woodrow Parfrey   | Dobránszky Zoltán      |
| Garfinkle       | Norman Fell       | Izsóf Vilmos           |
| Horton seriff   | William Schallert | Harsányi Gábor         |
| Nadine          | Jacqueline Scott  | Kiss Erika             |
| Mrs. Taft       | Marjorie Bennett  | Czigány Judit          |
| Tom             | Tom Tully         | Velenczey István       |
| Honest John     | Benson Fong       | Sinkovits-Vitay András |

## Megjelenése
A film mozipremierje 1973. október 19-én volt. 2004. december 28-án jelent meg DVD-n 1,33:1 képaránnyal, az 1. régióban. 2008. február 14-én Európában is megjelent (2. régió). Ez utóbbi jobb minőségű változat, 1,85:1 képaránnyal.

## Fogadtatás
A filmkritikusok véleményét összegző Rotten Tomatoes 86%-ra értékelte 7 vélemény alapján.

## Díjak, jelölések
elnyert díj:
- 1974, BAFTA Film Award, „legjobb színész” - Walter Matthau

jelölés:
- 1974, BAFTA Film Award, „legjobb vágás” - Frank Morriss

## Forgatási helyszínek
- A film története Új-Mexikó államban játszódik (USA), de a felvételek főként Nevada állam két városában, Daytonban és Genoában készültek.
- A kezdő képsorok a bank külső kinézetével Genoában készültek, a régi bírósági épületnél.
- Az autós üldözést a Genoa Lane és a Route 395 közelében vették fel.
- A bank belsejében játszódó jeleneteket Nevada Minden nevű településén vették fel.
- A lakókocsi-parknál játszódó jeleneteket Daytonnál vették fel, valahol ott, ahol 2008-ig a Red Hawk Casino volt található.
- A befejező jelenetben látható repülős üldözést a City Auto Wrecking-nél rögzítették (Nevada, Interstate 80, Rt. 1 Mustang Exit, Sparks),  Renótól 15 km-re keletre.
- A kínai étterem belsejét Renóban vették fel, a S. Virginia Street 538 alatt, itt később Starbucks kávézó létesült.
- A fényképész műtermét és a fegyverbolt jeleneteit Gardnerville-ben (Nevada) vették fel.

## Érdekesség
- Don Siegel rendező több filmjét észak-Nevadában vette fel, ezek között van a Charley Varrick, a The Shootist és a Jinxed!.
- A jelenetben, amikor Varrick egy csokor rózsát vásárol, Walter Matthau fia, Charles a virágárus.
- Miss Fort (Boyle titkárnője) lakása az Arlington Towers-ben van, Renóban.

## Fordítás
Ez a szócikk részben vagy egészben  a   Charley Varrick című angol Wikipédia-szócikk fordításán alapul.  Az eredeti cikk szerkesztőit annak laptörténete sorolja fel. Ez a jelzés csupán a megfogalmazás eredetét és a szerzői jogokat jelzi, nem szolgál a cikkben szereplő információk forrásmegjelöléseként.